# Matt Barnes (Baseballspieler)
Matthew „Matt“ David Barnes (* 17. Juni 1990 in Danbury, Connecticut, Vereinigte Staaten) ist ein professioneller US-amerikanischer Baseballspieler auf der Position des Pitchers. Er spielt für die Boston Red Sox in der Major League Baseball (MLB). Barnes ist 1,93 m groß, wiegt ca. 95 kg und schlägt und wirft rechtshändig. Sein MLB-Debüt gab er im Jahr 2014. Barnes wirft einen Four-Seam-Fastball im Bereich mittlerer bis hoher 90-mph-Werte, einen Curveball und einen Changeup. Bevor er von den Red Sox in der ersten Runde des MLB Draft 2011 ausgewählt wurde, spielte er College-Baseball an der University of Connecticut, wo er zum First Team All-American ernannt wurde.

## Frühe Jahre
Barnes besuchte die Bethel High School in Bethel, Connecticut. In der High School wurde er in das All-State-Team berufen. Er war auch Mitglied der Basketballmannschaft. An der University of Connecticut machte er einen Abschluss in Politikwissenschaften.

## Karriere als Amateur
Barnes spielte College-Baseball für das Baseballteam der Connecticut Huskies in der Big East Conference der Division I der National Collegiate Athletic Association (NCAA). Als Neuling hatte er eine Bilanz von 5–3 Siegen und Niederlagen mit einem Earned Run Average (ERA) von 5,43 und 55 Strikeouts in 53 Innings. Im zweiten Studienjahr erzielte Barnes eine Bilanz von 8–3 mit einem ERA von 3,92 und 75 Strikeouts. In seiner Junior-Saison erzielte Barnes eine Bilanz von 11–3 Siegen und Niederlagen, einen ERA-Wert von 1,11 und 97 Strikeouts in vierzehn Spielen, die er während der regulären Saison begann, als die Huskies ihren ersten regulären Konferenztitel gewannen.
Barnes wurde zweimal in das All-Big East-Team berufen. Barnes wurde 2011 zum Big East Pitcher of the Year ernannt. Außerdem wurde er in die College Baseball All-America Teams 2011 der American Baseball Coaches Association und Collegiate Baseball gewählt. Im Jahr 2011 wurde er auf die Vorwahlliste für den Golden Spikes Award gesetzt.
In den Jahren 2009 und 2010 spielte Barnes Collegiate Summer Baseball für die Wareham Gatemen in der Cape Cod Baseball League. Außerdem warf er für die Baseball-Nationalmannschaft der Vereinigten Staaten bei der Universitäts-Baseball-Weltmeisterschaft 2010, wobei er keinen einzigen Run zuließ und die Vereinigten Staaten die Silbermedaille gewannen.

## Karriere als Profi

### Boston Red Sox
Die Boston Red Sox wählten Barnes mit der 19. Gesamtauswahl im MLB-Draft 2011 aus. In der Saison 2012 bestritt Barnes fünf Spiele für die Class A Greenville Drive und 20 Spiele für die Class A-Advanced Salem Red Sox, wobei es sich ausschließlich um Starts handelte. Dabei erzielte er eine Gesamtbilanz von 7–5 mit einem ERA von 2,86 und 133 Strikeouts in 119 2⁄3 Innings. Daraufhin wurde er für das All-Star Futures Game 2012 ausgewählt.
Zu Beginn des Jahres 2013 stand Barnes auf Platz 38 der MLB.com-Top-100-Prospects-Liste. Während der Saison spielte er für die Double-A Portland Sea Dogs und die Triple-A Pawtucket Red Sox. In insgesamt 25 Spielen (alle Starts) erzielte er eine Bilanz von 6–10 mit einem ERA von 4,13 und 142 Strikeouts in 113 1⁄3 Innings.
Barnes verbrachte die meiste Zeit der Saison 2014 bei Triple-A Pawtucket, wo er in 23 Spielen (22 Starts) eine Bilanz von 8–9 mit einem ERA von 3,95 und 103 Strikeouts in 127 2⁄3 Innings erzielte. Die Red Sox beförderten Barnes am 8. September zum ersten Mal in die Major League. Am nächsten Tag gab er sein MLB-Debüt, als er bei der 1–4-Niederlage Bostons gegen die Baltimore Orioles drei punktlose Innings als Relief spielte. Er beendete den Rest der Saison mit Boston und machte insgesamt fünf MLB-Einsätze (alle als Relief), während er in neun Innings vier Runs abgab (4.00 ERA).

#### 2015–2018
Barnes teilte sich 2015 die Zeit zwischen Pawtucket und Boston. Bei Triple-A-Einsätzen erzielte er in 17 Spielen (fünf Starts) eine Bilanz von 1–1 mit einem ERA von 4,06 und 41 Strikeouts in 37 2⁄3 Innings. In insgesamt 32 MLB-Einsätzen (zwei Starts) kam er auf 43 Innings, 39 Strikeouts, ein ERA von 5,44 und eine Bilanz von 3–4. Barnes verbrachte die gesamte Saison 2016 in Boston und bestritt 62 Spiele (alle als Relief) mit einem ERA von 4,05 und 71 Strikeouts in 66 2⁄3 Innings. Neben einer 4–3-Bilanz erzielte er am 9. August seinen ersten Save, als er beim 5–3-Sieg gegen die New York Yankees das letzte Out erzielte, indem er Mark Teixeira ausschaltete. Während der ALDS 2016 gab Barnes sein Debüt in der Postseason und warf 1 2⁄3 Innings in Spiel 2 gegen die Cleveland Indians; er gab drei Hits ab sowie einen Unearned Run (also einen Run, der durch einen Error oder einen verpassten Ball der Defensive der Mannschaft zustande kam, nicht durch einen Fehler des Werfers selbst).
Zu Beginn der Saison 2017 wurde Barnes am 23. April von Umpire Andy Fletcher zum ersten Mal in seiner MLB-Karriere des Feldes verwiesen, weil er offenbar versucht hatte, Manny Machado aus Baltimore mit einem Pitch zu treffen, nachdem Machado in einem Spiel zwei Tage zuvor hart in Barnes’ Mitspieler Dustin Pedroia gerutscht war. Am nächsten Tag erhielt Barnes eine Sperre von vier Spielen wegen „absichtlichen Werfens eines Pitches in den Kopfbereich von Manny Machado“. In der Saison 2017 absolvierte Barnes 70 Relief-Einsätze für Boston und erzielte dabei eine Bilanz von 7–3, plus einen Save, mit einem ERA von 3,88 und 83 Strikeouts in 69 2⁄3 Innings. Barnes begann die Saison 2018 in seiner üblichen Rolle als Mitglied von Bostons Bullpen. In der regulären Saison kam er in 62 Spielen zum Einsatz und erzielte dabei eine Bilanz von 6–4 mit einem ERA von 3,65 und 96 Strikeouts in 61 2⁄3 Innings. In der Postseason kam er in 10 Spielen zum Einsatz und ließ in 8 2⁄3 Innings einen Run zu, als die Red Sox die World Series gegen die Los Angeles Dodgers gewannen.

#### 2019–heute
Barnes stand zu Beginn der Saison 2019 in Bostons Kader für den Eröffnungstag der Saison („Opening Day“). Er kam in 70 Spielen zum Einsatz und erzielte eine Bilanz von 5–4 mit vier Saves, einem ERA von 3,78 und 110 Strikeouts in 64 1⁄3 Innings. Während des verzögerten Saisonstarts 2020 war Barnes de facto der Closer des Teams, nachdem Brandon Workman abgegeben worden war. Insgesamt kam Barnes bei den Red Sox 2020 in 24 Spielen zum Einsatz, allesamt als Relief, und erzielte dabei eine Bilanz von 1-3 mit 9 Saves, 4,70 ERA und 31 Strikeouts in 23 Innings.
Anfang Dezember 2020 einigten sich Barnes und die Red Sox auf einen Einjahresvertrag für die Saison 2021, der mit 4,5 Millionen Dollar dotiert sein soll. Ende März 2021 wurde Barnes positiv auf COVID-19 getestet, obwohl später bekannt gegeben wurde, dass das Ergebnis falsch positiv war. Barnes begann die Saison als Closer des Teams, verzeichnete sechs Saves im ersten Monat der Saison und wurde im April zum American League Reliever of the Month gewählt. Am 4. Juli wurde er in den Kader der American League für das MLB All-Star Game berufen. Am 11. Juli einigten sich die Red Sox mit Barnes auf eine zweijährige Vertragsverlängerung, einschließlich einer Teamoption für die Saison 2024. Anfang August stand Barnes einen Tag lang auf der COVID-bedingten Verletztenliste. Am Ende des Monats wurde er positiv getestet und kehrte erst am 17. September ins Team zurück. Barnes kämpfte in der zweiten Saisonhälfte und verlor schließlich seine Rolle als Closer vor dem Ende der Saison. Infolge seiner Schwierigkeiten wurde Barnes aus dem ursprünglichen ALDS- und ALCS-Kader der Red Sox gestrichen, wurde aber nach einer Verletzung von Garrett Richards in den ALDS-Kader aufgenommen wurde. Später stellte sich heraus, dass Barnes sich beim Kochen mit einem Messer die Daumenspitze seiner linken (nicht werfenden) Hand abgeschnitten hatte, was zu seinen Problemen in der späten Saison beitrug. Insgesamt kam Barnes in der regulären Saison 2021 auf 60 Einsätze, alle als Relief, mit einem ERA von 3,79, wobei er 24 Saves erzielte und in 54 2⁄3 Innings insgesamt 84 Schlagmänner ausschaltete.

## Privatleben
Barnes begann im Dezember 2013, eine jährliche Baseball-Clinic (Treffen, bei dem die Nachwuchsspieler eine besondere Bewertung und Anleitung durch erfahrene Spieler erhalten) an der Jugendakademie in Newtown, Connecticut, für Grundschüler abzuhalten. Barnes ist seit Januar 2019 mit Chelsea Barnes verheiratet.